# Kawachinagano

Kawachinagano (河内長野市 Kawachinagano-shi?) este un municipiu din Japonia, prefectura Osaka.